# Križ Justina II.
Križ Justina II. (znan tudi kot Crux Vaticana, latinsko za 'vatikanski križ') je procesijski križ iz 6. stoletja, ki se hrani v zakladnici v baziliki sv. Petra v Vatikanu. Je tudi eden najstarejših ohranjenih relikviarijev pravega križa, če ne celo najstarejši. Je crux gemmata ali križ z dragulji, srebrno pozlačen in okrašen z dragulji v zlatih okvirjih, ki ga je ljudstvu Rima podaril cesar Vzhodnega rimskega (bizantinskega) cesarstva Justin II., ki je vladal od leta 565 do 578 v Konstantinoplu, ter njegova sovladarica in žena, cesarica Sofija.
Na križu je latinski napis, ki se glasi: ligno quo Christus humanum subdidit hostem dat Romae Iustinus opem et socia decorem, ki se običajno napačno prevaja kot »Za les [križa], s katerim je človeka Kristusa premagal sovražnik Justin [in njegova sopotnica] ?] daj Rimu to bogastvo in okras«. Bolj natančno branje je: »Z lesom, s katerim je Kristus premagal človekovega sovražnika, Justin pomaga Rimu, njegova žena pa okrasje«. Za označitev konca restavratorskih in konservatorskih del na križu je bil od novembra 2009 do 12. aprila 2010 postavljen na ogled v glavni baziliki sv. Petra.

## Opis
Prvotni del križa, ki je zdaj nameščen na veliko poznejšem stojalu, je bil visok 15,75 palca in širok 11,81 palca, razen konice na dnu za namestitev v stojalo. Križ je bil obnovljen leta 2009; je bil na več točkah v svoji zgodovini spremenjen in obnovljen, vključno z zmanjšanjem njegove velikosti.
Na sprednji strani križa ni figurativnih podob: v sredini je medaljon z relikvijo, ki je sama prikazana v obliki križa. Sredi krakov so napisi, robovi krakov pa so v zlatu, s štirimi dragulji, ki visijo z njih kot pendilije. Hrbtna stran je okrašena v repoussé srebru in prikazuje zanimivo prehodno stopnjo v okrasju križa. V tem času je cerkev začela spodbujati upodobitev človeške figure Kristusa na križu z izdelavo razpela, kar prej ni bilo običajno. Osrednji medaljon prikazuje Božje Jagnje, običajna starejša formula. Zgoraj in pod njim so slike v Kristusovih medaljonih (spodnji je morda Janez Krstnik). Zgornja prikazuje Kristusa, ki drži knjigo, ki predstavlja evangelije, ki naj bi postal standardna značilnost podobe Kristusa Pantokratorja; v spodnjem Kristus ali Janez kaže gesto blagoslova. Na koncih krakov, kjer sta v kasnejših razpelih pogosto najdena Devica Marija in sveti Janez Evangelist, sta namesto tega v medaljonih portreta Justina in njegove cesarice Sofije. Med medaljoni so okrasni pomikajoči se motivi listja, na pokončni strani so v središču čebulaste rastline, ki so verjetno mišljene kot palme.

## Datacija
Leta 569 naj bi Justin in Sofija skupaj poslala relikvijo pravega križa frankovski princesi Radegund, ki je v Poitiersu ustanovila samostan, da bi jo hranila. V Vexilla Regis je dogodek obeležil Venantij Fortunat. Zabeleženo je tudi, da so pošiljali relikvije papež Janez III.|papežu Janezu III.]] (vladal 561–574) v poskusu izboljšanja odnosov – Crux Vaticana zelo verjetno izvira iz Janezove vladavine, morda okoli leta 568 ali 569. Starejši učenjaki so, predvsem na podlagi cesarskega pokrivala, menili, da sta bila donatorja Justin I. (vladal 518–27) in njegova cesarica Evfemija, vendar se zdi to stališče zdaj zavrnjeno.